# Кастенбруст

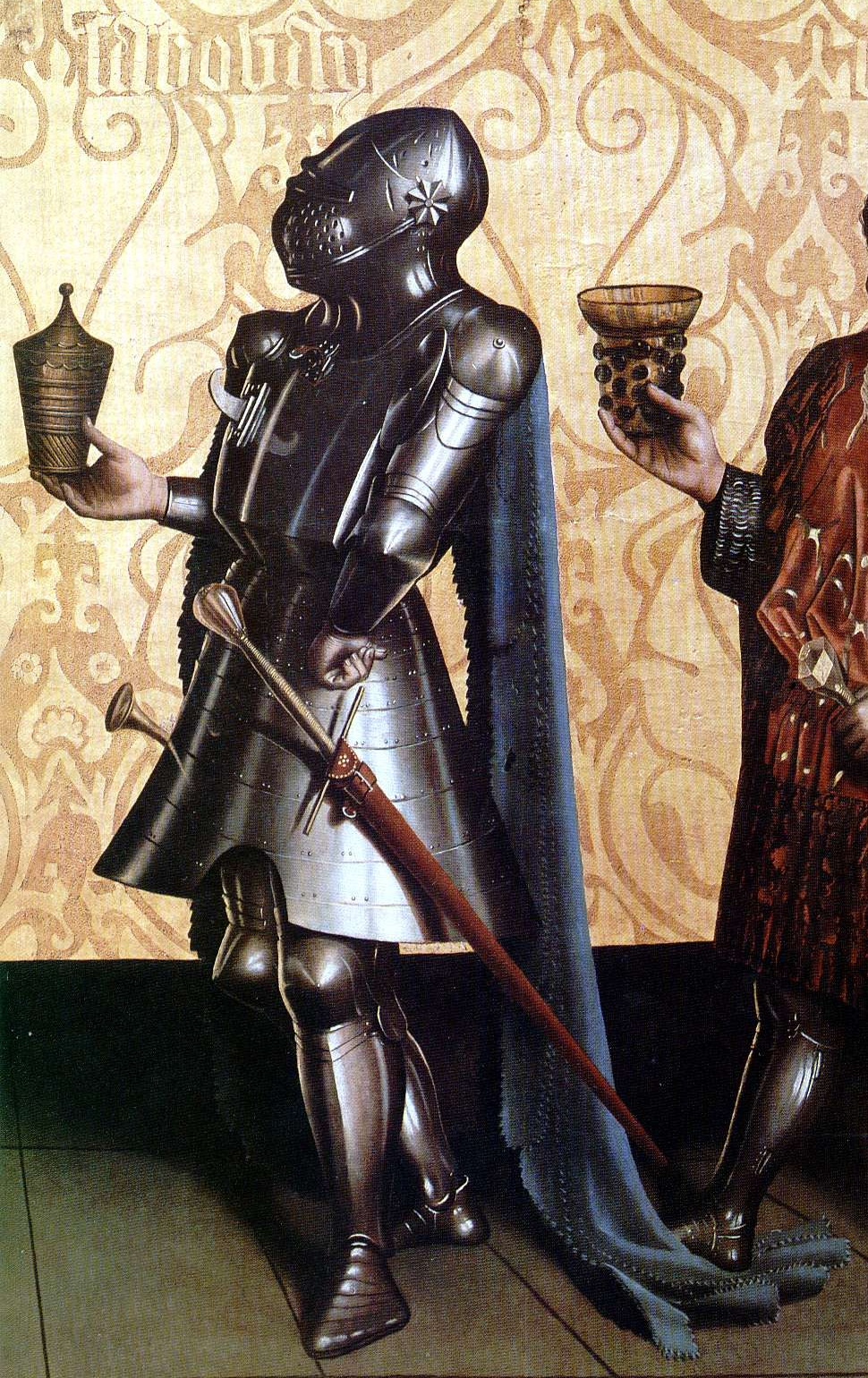
Повний кастенбруст зі знятими рукавицями
(фрагмент вівтаря церкви Святого Леонарда в Базелі розписаного Конрадом Віцем (Conrad Witz), 1435 рік)

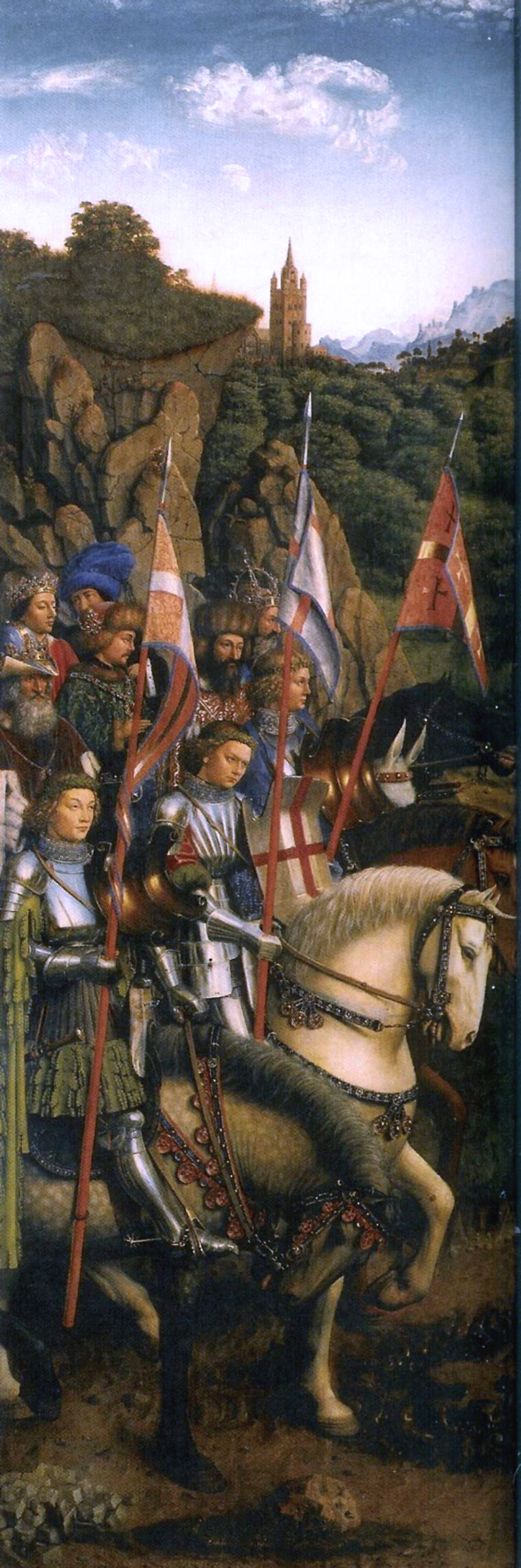
Лицарі в кастенбрустах. Фрагмент вівтаря кафедральної церкви Святого Бавона в Генті, розписаного Яном ван Ейком. 1427—1432 рр.)

Кастенбруст (нім. Kastenbrust — буквально «коробчаті груди») — це німецькі обладунки першої половини XV століття. Крім коробчатих грудей, для цих обладунків були характерні шолом — гранд-бацинет (круглий шолом, який спирається на плечі, з заборолом, перфорованим нижче зорових щілин), дуже довга латна спідниця і панцерні рукавиці.
Незважаючи на наявність великої кількості образотворчих джерел, які доводять поширеність даного виду обладунків в Німеччині в першій половині XV століття (тобто до появи готичних обладунків в другій половині XV століття), але зразків кастенбрусту до наших днів дійшло вкрай мало. І до останнього часу вважалося, що єдиний збережений зразок кастенбрусту знаходиться у віденській ратуші і датується 1440 роком (шолом, частина захисту руки (включаючи латні рукавиці) і деякі інші з частин обладунку загублені). Але недавно кастенбруст з Глазго, що вважався раніше підробкою, на підставі металографічного аналізу був визнаний справжнім.
Що стосується кіраси, що зберігається в музеї мистецтва Метрополітен Нью-Йорка, немає однозначної думки, чи можна вважати її елементом кастенбруста. Крім того, деякі дослідники, зокрема, британський зброєзнавець Еварт Оукшотт, автор праці «Озброєння і обладунки Європи від Ренесансу до індустріальної революції», використовують більш прискіпливіше визначення того, що вважати подібним обладунком, згідно з яким ні кастенбруст з Відня, ні кастенбруст з Глазго до кастенбрустів власне не належать, через відсутність кутовності.